# Harry op de Laak

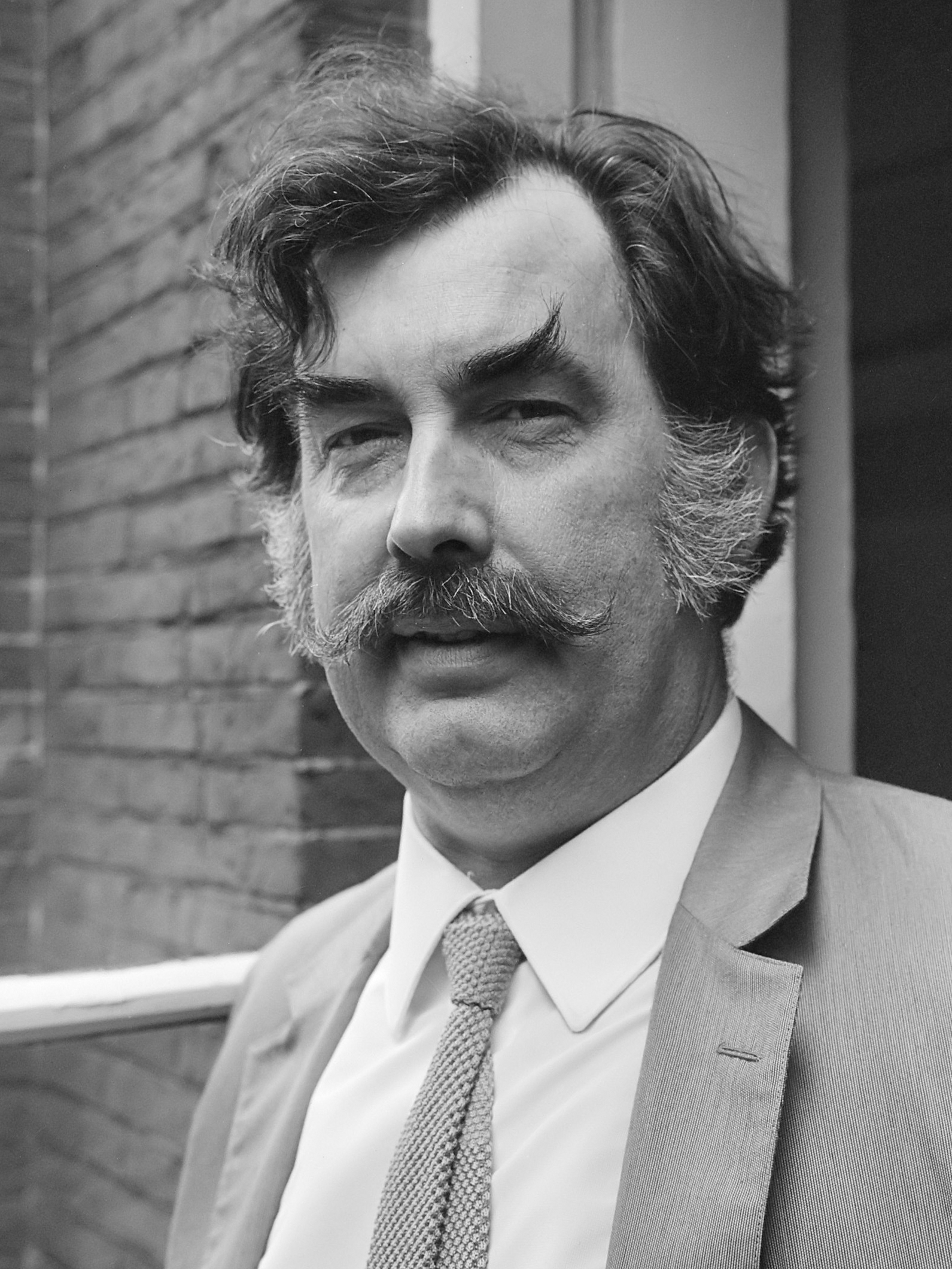
Harry op de Laak (1969)

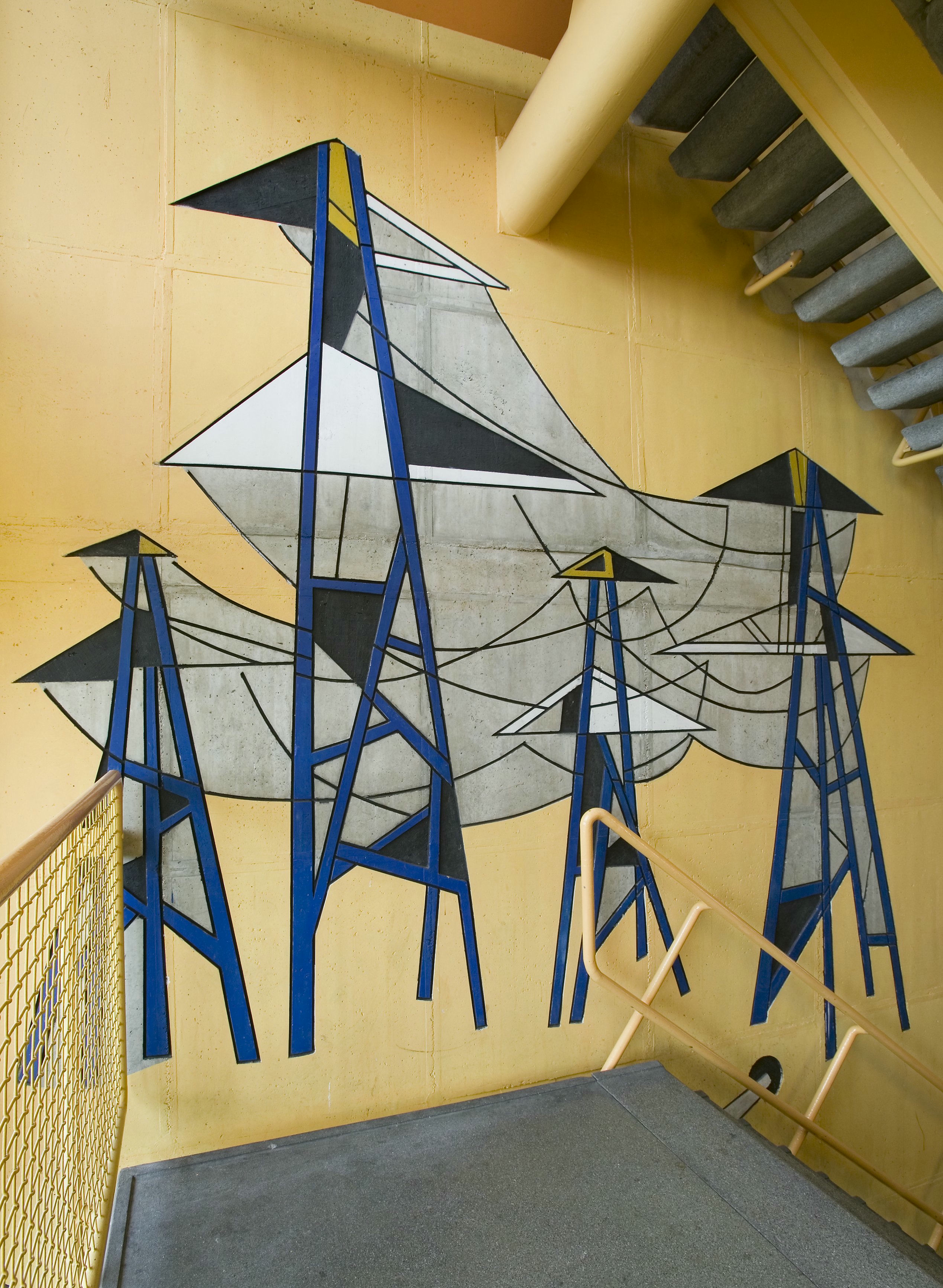
Reliëf in het trappenhuis van de voormalige Eerste Christelijke LTS Patrimonium, Amsterdam (1956)

Henricus Maria Mathijs (Harry) op de Laak (Venlo, 1 juni 1925 – Horn, 16 januari 2012) was een Nederlandse kunstschilder. Hij maakte een groot aantal werken in keramiek, wandschilderingen, betonreliëfs, glasramen, gobelins. Het is toegepast in en rondom gebouwen. Zijn werk is opgenomen in de rijkscollectie en in gemeentelijke en particuliere collecties in heel Nederland, onder meer in de collectie van het Limburgs Museum in zijn geboortestad Venlo, het Stedelijk Museum Amsterdam en Museum Henriette Polak in Zutphen. 

## Opleiding
In Venlo was hij leerling van Sef Moonen, en daarna aan de Rijksakademie van beeldende kunsten te Amsterdam bij professor Heinrich Campendonk. In 1944 ontving hij de Vrouwe Vigeliusprijs. In 1952 behaalde hij de Koninklijke Subsidie voor de Schilderkunst.

## Carrière
Na de afronding van zijn opleiding in 1951 profileerde Op de Laak zich als monumentaal kunstenaar. Hij was actief lid van de Vereniging van Beoefenaars der Monumentale Kunsten. Hij werkte tijdens de wederopbouwperiode mee aan nieuwbouwprojecten van de overheid en het bedrijfsleven, waarbij werken van beton, glas en keramiek hun toepassing vonden aan, in en rondom gebouwen. Voor de Eerste Christelijke LTS Patrimonium maakte hij een aantal reliëfs waaronder een verbeelding van het scheppingsverhaal (1956). 
In 1957 voltooide hij zijn markante gevelkunstwerk Natuur & Techniek op de gevel van het toenmalige Caltex hoofdkantoor in Den Haag. In 2017 werd het inmiddels leegstaande kantoorgebouw, grenzend aan de Kennedylaan en de Conradkade, gesloopt om plaats te maken voor een nieuw appartementencomplex. Voorafgaand aan de sloop is het enorme betongrafitto met zorg verwijderd en na reiniging en renovatie teruggeplaatst op de in het oog springende zijgevel (Kennedylaan) van het nieuwe wooncomplex. De terugplaatsing werd met een flitsende lichtprojectie gevierd en bij die presentatie onderstreepte de gemeente Den Haag het belang van het behoud van monumentale kunst voor de stad. Uit 1960-1961 dateert zijn Verdrijving uit het paradijs aan de Johan Jongkindstraat 127.
Hij was aan dezelfde Rijksakademie waar hij zijn opleiding genoot hoogleraar in Monumentale en Versierende schilderkunst van 1973 tot 1985. Na zijn pensionering verhuisde hij naar Beesel, waar hij de rest van zijn leven woonde en werkte.
Op 7 mei 2005 werd hij, tijdens de tentoonstelling naar aanleiding van zijn 80ste verjaardag in de Nieuwe Kerk, geridderd tot Ridder in de Orde van Oranje-Nassau.
Hij overleed in verpleeghuis Hornerheide in Horn.

## Over eigen werk
Hij zei over zijn eigen schilderijen: Mijn schilderijen gaan over appelen en peren, over mooi en slecht weer, over vrouwen. Niet over de problemen die de mensheid bezighouden, niet over oorlogen, over honger in de wereld. Mijn schilderijen gaan over de wereld heel dicht om me heen.

## Leerlingen
- Saskia Pfaeltzer